# Darla K. Anderson

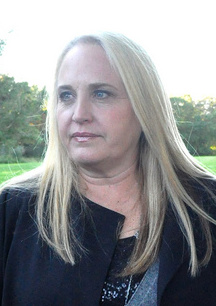
Darla K. Anderson (2010)

Darla K. Anderson (* in Glendale, Kalifornien) ist eine US-amerikanische Filmproduzentin.

## Leben
Anderson wurde in Glendale geboren und wuchs dort auch auf. Sie absolvierte ein Studium im Bereich environmental design an der San Diego State University und war im Anschluss als Produzentin im Werbefilmbereich tätig. Seit 1993 ist sie bei den Pixar Animation Studios tätig. Auch hier war sie zunächst im Werbefilmbereich aktiv, mit Das große Krabbeln (1998) wandte sie sich der Produktion von Filmen zu.
Für die Produktion von Toy Story 3 war sie 2011 für den Oscar in der Kategorie Bester Film nominiert. 
Anderson ist seit 2004 bzw. 2008 mit der ebenfalls für Pixar tätigen Produzentin Kori Rae verheiratet.

## Filmografie (Auswahl)
- 1998: Das große Krabbeln (A Bug’s Life)
- 2001: Die Monster AG (Monsters, Inc.)
- 2006: Cars
- 2010: Toy Story 3
- 2017: Coco – Lebendiger als das Leben! (Coco)